# Велики шатор
Велики шатор (енгл. Big tent) назив за политичку странку или дуготрајнију коалицију коју карактерише недостатак чврсте или јасно дефинисане идеолошке основе, односно изузетна шароликост с обзиром на етнички, религијски, социјални и/ли светоназорски карактер њених чланова и присталица. У англосаксонским земљама се за такве политичке странке често користи израз catch-all party (дословно свехватајућа странка). У Немачкој се такав концепт назива народна странка, а понекад се користи и израз универзална странка.
Као традиционални пример странака великог шатора се наводе две водеће странке у САД: Демократска и Републиканска.